# Campeonato de Primera División 1928 (Argentina)
El Campeonato de Primera División 1928, llamado oficialmente Copa Campeonato 1928, fue el cuadragésimo octavo torneo de la Primera División del fútbol argentino y el segundo organizado por la Asociación Amateurs Argentina de Football. Comenzó el 15 de abril de ese año y terminó el 7 de julio de 1929. Fue disputado por 36 equipos siendo, junto a la temporada de 1930, la edición con más participantes de la historia del certamen.
El campeón fue el Club Atlético Huracán, que logró así su cuarta conquista.
Al finalizar el torneo se efectivizaron dos de los tres descensos reglamentados, ya que Defensores de Belgrano se vio favorecido por la resolución que establecía que los clubes que iniciaron el campeonato de 1919 solo perderían la categoría en la segunda oportunidad en que ocuparan posiciones de descenso.

## Ascensos y descensos
| Pos | Equipos ascendidos    |
| --- | --------------------- |
| 1º  | El Porvenir           |
| 2º  | Argentino de Banfield |

| Equipos descendidos en la temporada 1927 |
| ---------------------------------------- |
| No hubo                                  |

De esta forma, el número de equipos participantes aumentó a 36.

## Equipos
| Equipo                 | Ciudad               |
| ---------------------- | -------------------- |
| Almagro                | Buenos Aires         |
| Argentino de Banfield  | Banfield             |
| Argentino del Sud      | Avellaneda           |
| Argentino de Quilmes   | Quilmes              |
| Argentinos Juniors     | Buenos Aires         |
| Atlanta                | Buenos Aires         |
| Banfield               | Banfield             |
| Barracas Central       | Buenos Aires         |
| Boca Juniors           | Buenos Aires         |
| Chacarita Juniors      | Buenos Aires         |
| Defensores de Belgrano | Buenos Aires         |
| El Porvenir            | Gerli                |
| Estudiantes            | Buenos Aires         |
| Estudiantes            | La Plata             |
| Estudiantil Porteño    | Buenos Aires         |
| Excursionistas         | Buenos Aires         |
| Ferro Carril Oeste     | Buenos Aires         |
| Gimnasia y Esgrima     | La Plata             |
| Huracán                | Buenos Aires         |
| Independiente          | Avellaneda           |
| Lanús                  | Lanús                |
| Liberal Argentino      | Buenos Aires         |
| Platense               | Buenos Aires         |
| Porteño                | Buenos Aires         |
| Quilmes                | Quilmes              |
| Racing Club            | Avellaneda           |
| River Plate            | Buenos Aires         |
| San Fernando           | San Fernando         |
| San Isidro             | San Isidro           |
| San Lorenzo            | Buenos Aires         |
| Sportivo Barracas      | Buenos Aires         |
| Sportivo Buenos Aires  | Buenos Aires         |
| Sportivo Palermo       | Buenos Aires         |
| Talleres               | Remedios de Escalada |
| Tigre                  | Victoria             |
| Vélez Sarsfield        | Buenos Aires         |

## Tabla de posiciones final
| Pos. | Equipo                  | Pts. | PJ | PG | PE | PP | GF  | GC  | Dif. |
| ---- | ----------------------- | ---- | -- | -- | -- | -- | --- | --- | ---- |
| 1.º  | Huracán                 | 58   | 35 | 28 | 2  | 5  | 73  | 29  | 44   |
| 2.º  | Boca Juniors            | 57   | 35 | 28 | 1  | 6  | 100 | 17  | 83   |
| 3.º  | Estudiantes (LP)        | 53   | 35 | 25 | 3  | 7  | 89  | 39  | 50   |
| 4.º  | Independiente           | 52   | 35 | 22 | 8  | 5  | 71  | 27  | 44   |
| 5.º  | Racing Club             | 49   | 35 | 23 | 3  | 9  | 77  | 38  | 39   |
| 6.º  | San Lorenzo             | 47   | 35 | 21 | 5  | 9  | 63  | 38  | 25   |
| 7.º  | River Plate             | 46   | 35 | 20 | 6  | 9  | 68  | 42  | 26   |
| 8.º  | Quilmes                 | 43   | 35 | 18 | 7  | 10 | 72  | 45  | 27   |
| 9.º  | Tigre                   | 43   | 35 | 18 | 7  | 10 | 55  | 48  | 7    |
| 10.º | Ferro Carril Oeste      | 41   | 35 | 19 | 3  | 13 | 78  | 51  | 27   |
| 11.º | Banfield                | 40   | 35 | 15 | 10 | 10 | 63  | 49  | 14   |
| 12.º | Chacarita Juniors       | 39   | 35 | 16 | 7  | 12 | 63  | 46  | 17   |
| 13.º | Lanús                   | 37   | 35 | 15 | 7  | 13 | 64  | 46  | 18   |
| 14.º | Argentinos Juniors      | 36   | 35 | 13 | 10 | 12 | 45  | 40  | 5    |
| 15.º | Estudiantil Porteño     | 34   | 35 | 11 | 12 | 12 | 52  | 52  | 0    |
| 16.º | Almagro                 | 34   | 35 | 12 | 10 | 13 | 44  | 53  | −9   |
| 17.º | San Fernando            | 33   | 35 | 12 | 9  | 14 | 55  | 56  | −1   |
| 18.º | Talleres (RdE)          | 33   | 35 | 13 | 7  | 15 | 40  | 44  | −4   |
| 19.º | Sportivo Palermo        | 33   | 35 | 11 | 11 | 13 | 45  | 52  | −7   |
| 20.º | Sportivo Barracas       | 32   | 35 | 12 | 8  | 15 | 42  | 47  | −5   |
| 21.º | Gimnasia y Esgrima (LP) | 32   | 35 | 12 | 8  | 15 | 38  | 44  | −6   |
| 22.º | Excursionistas          | 32   | 35 | 11 | 10 | 14 | 35  | 46  | −11  |
| 23.º | El Porvenir             | 31   | 35 | 11 | 9  | 15 | 55  | 66  | −11  |
| 24.º | Sportivo Buenos Aires   | 31   | 35 | 11 | 9  | 15 | 38  | 51  | −13  |
| 25.º | Platense                | 29   | 35 | 10 | 9  | 16 | 40  | 50  | −10  |
| 26.º | Argentino de Banfield   | 28   | 35 | 9  | 10 | 16 | 46  | 59  | −13  |
| 27.º | Atlanta                 | 27   | 35 | 11 | 5  | 19 | 36  | 60  | −24  |
| 28.º | Estudiantes (BA)        | 27   | 35 | 11 | 5  | 19 | 37  | 62  | −25  |
| 29.º | Barracas Central        | 27   | 35 | 9  | 9  | 17 | 42  | 74  | −32  |
| 30.º | Argentino de Quilmes    | 26   | 35 | 10 | 6  | 19 | 58  | 68  | −10  |
| 31.º | San Isidro              | 26   | 35 | 9  | 8  | 18 | 49  | 68  | −19  |
| 32.º | Vélez Sarsfield         | 26   | 35 | 9  | 8  | 18 | 39  | 75  | −36  |
| 33.º | Argentino del Sud       | 25   | 35 | 9  | 7  | 19 | 34  | 59  | −25  |
| 34.º | Liberal Argentino       | 21   | 35 | 7  | 7  | 21 | 29  | 71  | −42  |
| 35.º | Defensores de Belgrano  | 19   | 35 | 4  | 11 | 20 | 29  | 79  | −50  |
| 36.º | Porteño                 | 11   | 35 | 3  | 5  | 27 | 31  | 108 | −77  |

|  | Campeón.                         |
|  | Descendió a la Segunda división. |
|  | En zona de descenso.             |

## Descensos y ascensos
Porteño y Liberal Argentino perdieron la categoría por lo que, con el único ascenso de Colegiales, para el campeonato de 1929 el número de participantes se redujo a 35.

## Goleadores
| Jugador              | Jugador           | Goles | Equipo        |
| -------------------- | ----------------- | ----- | ------------- |
| Bandera de Argentina | Roberto Cherro    | 32    | Boca Juniors  |
| Bandera de Argentina | Juan Carlos Haedo | 30    | Tigre         |
| Bandera de Argentina | Manuel Seoane     | 30    | Independiente |
| Bandera de Argentina | Domingo Tarasconi | 28    | Boca Juniors  |
| Bandera de Argentina | Guillermo Stábile | 28    | Huracán       |